# Sylpheed
Sylpheed — свободный легковесный почтовый и новостной клиент. Sylpheed предоставляет простоту конфигурации и, в то же время, изобилие функциональности.
Программа написана на языке C, использует графическую библиотеку GTK+ и совместима с различными операционными системами: Linux, BSD, Mac OS X и Microsoft Windows.

## Возможности
- Поддержка не только основных почтовых протоколов вроде POP3, IMAP4rev1 и SMTP, но и NNTP (NetNews). IPv6 — Интернет-протокол нового поколения — также по умолчанию поддерживается.
- Опционально, Sylpheed может подписывать и шифровать сообщения через GnuPG. Также возможна зашифрованная передача данных по POP3/IMAP4/NNTP через SSL/TLSv1.
- Гибкое взаимодействие с внешними командами: становится возможным фильтрация уже имеющихся и вновь принимаемых сообщений другими программами. Можно также настроить редактирование сообщений во внешней программе. Для приёма почты оказывается доступным использование fetchmail и/или procmail, или другие внешние команды (inc, imget).

Серьёзный минус — в версии 2.6.0, 3.3 (и, возможно, в промежуточных между ними) хранит пароли почтовых аккаунтов в открытом виде.